# Xestia algirica
Xestia algirica là một loài bướm đêm trong họ Noctuidae.